# Sinéad Mulvey
Sinéad Mulvey (* 1988 in Dublin) ist eine irische Popsängerin. Zusammen mit der Girlband Black Daisy vertrat sie Irland beim Eurovision Song Contest 2009.

## Leben
Sinéad Mulvey war bereits als Teenager als Musicaldarstellerin aktiv. 2005 nahm sie an der RTÉ-Castingshow You’re a Star teil. Beruflich wurde sie als Flugbegleiterin bei Aer Lingus tätig.
2009 gewann sie die irische ESC-Vorauswahl zusammen mit der Girlband Black Daisy. Mit dem rockigen Titel Et Cetera, geschrieben von einem internationalen Songwriterteam, konnte sich das Gespann im zweiten Halbfinale des Eurovision Song Contest 2009 in Moskau aber nicht durchsetzen und scheiterte mit Platz 11 fürs Finale.